# Серра, Фабьенн
Фабье́нн Серра́, в замужестве Лю́шер (фр. Fabienne Serrat-Lüscher; род. 5 июля 1956, Ле-Бур-д’Уазан) — французская горнолыжница, специалистка по слалому и гигантскому слалому. Представляла сборную Франции по горнолыжному спорту в 1972—1984 годах, двукратная чемпионка мира, победительница трёх этапов Кубка мира, 13-кратная чемпионка французского национального первенства, участница трёх зимних Олимпийских игр.

## Биография
Фабьенн Серра родилась 5 июля 1956 года в коммуне Ле-Бур-д’Уазан департамента Изер, Франция. Проходила подготовку на склонах горнолыжного курорта Альп-д’Юэз, тренировалась в команде Университета Париж-Дофин.
В 1972 году вошла в основной состав французской национальной сборной и дебютировала в Кубке мира.
Первого серьёзного успеха на взрослом международном уровне добилась в сезоне 1974 года, когда побывала на чемпионате мира в Санкт-Морице и привезла оттуда две награды золотого достоинства, выигранные в гигантском слаломе и комбинации.
Благодаря череде удачных выступлений удостоилась права защищать честь страны на зимних Олимпийских играх 1976 года в Инсбруке — в слаломе не финишировала в первой же попытке, тогда как в программе скоростного спуска заняла 21 место.
В 1978 году выступила на мировом первенстве в Гармиш-Партенкирхене, стала здесь бронзовой призёркой в комбинации, пропустив вперёд только австрийку Аннемари Мозер-Прёль и представительницу Лихтенштейна Ханни Венцель.
Находясь в числе лидеров горнолыжной команды Франции, благополучно прошла отбор на Олимпийские игры 1980 года в Лейк-Плэсиде, причём на церемонии открытия несла знамя своей страны. Тем не менее, попасть в число призёров не смогла — в слаломе шла восьмой после первой попытки, но во второй попытке не финишировала и не показала никакого результата; в гигантском слаломе была близка к призовым позициям, финишировала четвёртой, уступив в борьбе за бронзу своей соотечественнице Перрин Пелан всего 0,01 секунды.
После Олимпиады в Лейк-Плэсиде Серра осталась в основном составе французской национальной сборной и продолжила принимать участие в крупнейших международных соревнованиях. Так, в 1982 году она выступила на чемпионате мира в Шладминге, где закрыла десятку сильнейших в слаломе и показала пятый результат в гигантском слаломе.
В 1984 году отправилась представлять страну на Олимпийских играх в Сараево — на сей раз стартовала исключительно в программе гигантского слалома, однако финишировать не смогла. Вскоре по окончании этих соревнований приняла решение завершить карьеру спортсменки.
За свою долгую спортивную карьеру Фабьенн Серра в общей сложности 37 раз поднималась на подиум этапов Кубка мира, хотя победительницей становилась только три раза, и выиграть Хрустальный глобус ей так и не удалось (в слаломе дважды была второй по итогам сезонов). Наивысшая позиция в общем зачёте всех дисциплин — четвёртое место. Является, помимо всего прочего, тринадцатикратной чемпионкой Франции в различных горнолыжных дисциплинах.
Впоследствии вышла замуж за известного швейцарского горнолыжника Петера Люшера, родила сына и дочь.